# بانگار مونا
بانگار مونا (به لاتین: Bhangar Mona) یک روستا در بنگلادش است که در استان باریسال و در ناحیه باریسال واقع شده است.